# Сырьево (Наро-Фоминский район)
Сырьево — деревня в Наро-Фоминском районе Московской области, входит в состав городского поселения Селятино. Численность постоянного населения по Всероссийской переписи 2010 года — 28 человек, в деревне числятся 12 улиц, 2 проезда и 9 садовых товариществ. До 2006 года Сырьево входило в состав Петровского сельского округа.
Деревня расположена на северо-востоке района, примерно в 18 километрах к северо-востоку от Наро-Фоминска, в 1 км от южной окраины пгт Селятино, высота центра над уровнем моря составляет 207 м. Ближайшие населённые пункты — посёлок Дома Отдыха «Отличник» в 0,5 км на север и Глаголево в 1 км на юго-восток.